# Философские произведения Цицерона
Филосо́фские произведе́ния — важная составляющая разносторонней деятельности Цицерона.
Четырнадцать философских работ были созданы Цицероном в 54—44 до н. э., из них 12 — в 46—44 до н. э..
Первые философско-политические трактаты Цицерон написал в 50-е годы, когда в период господства Первого триумвирата был вынужден отойти от участия в большой политике.
- О государстве (De re publica, 54—51 до н. э.), сохранился частично

- О законах (De legibus, начат в 51 до н. э., продолжен в 46 до н. э., но не закончен)

Основной корпус философских сочинений был создан в середине 40-х годов, после того, как Цицерон получил прощение от Цезаря за участие в гражданской войне на стороне Помпея и сената, и смог вернуться в свои италийские поместья. Помимо философских трактатов в этот необычайно плодотворный период своей жизни Цицерон написал три диалога об ораторском искусстве, панегирик Катону Младшему и трактат «О славе».
- Парадоксы стоиков (Paradoxa Stoicorum, 46 до н. э.)

- Учение академиков (Academica, 45 до н. э.) В первой редакции состоял из двух книг (сохранилась вторая), во второй — из четырех (сохранилось начало первой и отрывки остальных) [2].

- Утешение (Consolatio, начало 45 до н. э.), не сохранился

- Гортензий (Hortensius, начало 45 до н. э.), не сохранился

- О пределах блага и зла (De finibus bonorum et malorum, лето 45 до н. э.)

- Тускуланские беседы (Tusculanae disputationes, лето — осень 45 до н. э.)

- О природе богов (De natura deorum, осень 45 до н. э.)

- Катон Старший, или О старости (Cato Maior de senectute, конец 45 — начало 44 до н. э.)

- Лелий, или О дружбе (Laelius de amicitia, 44 до н. э.)

- О дивинации (De divinatione, 44 до н. э.)

- О судьбе (De fato, весна 44 до н. э.), сохранился частично

- Об обязанностях (De officiis, 44 до н. э.)

Помимо перечисления в хронологической последовательности, философские работы Цицерона можно сгруппировать в три категории:
- Философско-политические, развивающие учение о государстве («О государстве», «О законах»).

- Морально-прикладные («О старости», «О дружбе», «Об обязанностях»).

- Собственно философские, трактующие вопросы гносеологии, этики и теологии (все остальные).

## Особенности философии Цицерона
В своих работах Цицерон поставил целью представить римскому читателю изложение основных достижений греческой философии на латинском языке и в доступной форме. По его словам, в то время уже начали публиковаться латинские сочинения по философии, но их авторы были дилетантами и нисколько не заботились о стиле и точности . Не будучи оригинальным мыслителем, Цицерон, с юности занимаясь греческой философией, приобрел обширные познания и был хорошо (хотя и не всегда глубоко) знаком с доктринами основных школ.
Наибольшее влияние на его философское становление оказало учение Платона и академиков. Лекции главы академии Филона Ларисейского, нашедшего во время Первой Митридатовой войны убежище в Риме, он слушал еще в молодости. Как полагают исследователи, скептическая философия Филона и его приверженность сократическому методу могли дать первый толчок формированию у Цицерона эклектического стиля . Позднее Цицерон в течение шести месяцев слушал в Афинах лекции преемника Филона — Антиоха Аскалонского, который отчасти отошел от скептических взглядов своего учителя, и стремился сблизить академическую доктрину с учениями перипатетиков и стоиков. Знакомство с этой точкой зрения убедило Цицерона в том, что знание не обязательно искать в пределах одного учения, но что философы разных школ, расходясь в заблуждениях, сходятся в истине .
Еще больше он укрепился в этом мнении, прослушав лекции эпикурейцев Федра и Зенона, которых высоко ценил, несмотря на то, что к самому эпикуреизму всегда относился отрицательно. Еще одним важным источником философии Цицерона было учение стоиков. В 85 до н. э. он получил в наставники стоика Диодота, который до самой смерти жил у него дома. Во время первой поездки в Грецию Цицерон побывал на Родосе, где слушал главу Стои Посидония, самого знаменитого философа своего времени . Помимо непосредственного знакомства с виднейшими философами-современниками, Цицерон много времени посвятил изучению трудов Платона, Аристотеля и сократических школ.
Эклектизм Цицерона был сознательным выбором мыслителя, стремившегося отобрать из многообразия греческой философии те положения, на основе которых было бы возможно создать прагматическую философию, отвечающую практицизму римского мышления, не склонного к рассуждениям об отвлеченных предметах, и прочно стоящего на почве «здравого смысла» .

Ты не скован законами одной философской школы, а свободно черпаешь повсюду то, что тебя привлекает правдоподобием.— Цицерон. Тускуланские беседы. V, 82.
Это неизбежно приводило к упрощению оригинальных концепций, потому профессиональные философы XIX — XX веков ставили Цицерона невысоко, считая его литератором и популяризатором. Тем не менее, просветительская роль Цицерона очень важна, поскольку он не только познакомил римлян с греческой философией (пусть и в адаптированной форме) и создал понятийный аппарат, которым до сих пор пользуется европейская философия, но стал одним из основных источников философских знаний для латинского мира до самого конца античности, отчасти в средние века, а затем и для латинистов эпохи Возрождения. Впервые провозглашенный Цицероном идеал humanitas, в котором объединялись идеи сократиков и стоиков, был впоследствии воскрешен Петраркой, и до настоящего времени является важной частью западной идеологии .